# Torres del Trango
Les Torres del Trango són un grup de penya-segats de granit situats a la part nord de la Glacera Baltoro al Baltistan, una regió al nord del Pakistan. Formen part de la serralada Karakoram. Aquestes torres són una de les muntanyes més difícils d'escalar del món. El seu punt més alt fa 6.286 m d'alt (Gran Torre del Trango). La cara est de la Gran Torre del Trango és la paret natural vertical més alta del món.
Trango en la llengua del Baltistan, és el nom d'una cleda d'ovelles que hi havia a la base d'aquestes muntanyes.
La Gran Torre del Trango va ser escalada per primer cop l'any 1977 per part de Galen Rowell, John Roskelley, Kim Schmitz, Jim Morrissey i Dennis Hennek arribant per la cara sud.